# Коле Кроче Секондо (Изернија)
Коле Кроче Секондо је насеље у Италији у округу Изернија, региону Молизе.
Према процени из 2011. у насељу је живело 33 становника. Насеље се налази на надморској висини од 607 м.